# Asplenium pauperequitum
Asplenium pauperequitum là một loài dương xỉ trong họ Aspleniaceae. Loài này được Brownsey & P.J.Jacks. mô tả khoa học đầu tiên năm 1984.
Danh pháp khoa học của loài này chưa được làm sáng tỏ. 